# Erebia cyclopius
Erebia cyclopius is een vlinder uit de onderfamilie Satyrinae van de familie Nymphalidae (aurelia's). De wetenschappelijke naam is voor het eerst geldig gepubliceerd in 1844 door Eduard Friedrich Eversmann.
De soort komt voor in Europa.